# Sjödiken
Sjödiken is een plaats in de gemeente Svedala in Skåne de zuidelijkste provincie van Zweden. De plaats heeft 363 inwoners (2005) en een oppervlakte van 56 hectare.